# Arctopsyche inermis
Arctopsyche inermis är en nattsländeart som beskrevs av Banks 1943. Arctopsyche inermis ingår i släktet Arctopsyche och familjen ryssjenattsländor. Inga underarter finns listade i Catalogue of Life.